# Fabrikmethode
Der Begriff Fabrikmethode (englisch factory method) bezeichnet ein Entwurfsmuster aus dem Bereich der Softwareentwicklung. Das Muster beschreibt, wie ein Objekt durch Aufruf einer Methode anstatt durch direkten Aufruf eines Konstruktors erzeugt wird. Es gehört somit zur Kategorie der Erzeugungsmuster (engl. creational patterns).
Das Muster ist eines der sogenannten GoF-Entwurfsmuster (Gang of Four, siehe Viererbande).

## Begriffsbedeutung gemäß GoF
Gemäß GoF bezeichnet die Fabrikmethode ein Muster, bei dem die Schnittstelle zur Erstellung eines Objektes eine (abstrakte) Methode einer Oberklasse ist. Die konkrete Implementierung der Erzeugung neuer Objekte findet jedoch nicht in der Oberklasse statt, sondern in von ihr abgeleiteten Unterklassen, die die besagte abstrakte Methode implementieren.
Das Muster beschreibt somit die Erzeugung von Produktobjekten, deren konkreter Typ ein Untertyp einer abstrakten Produktklasse ist, welcher von Unterklassen einer Erzeugerklasse bestimmt wird. Es wird manchmal auch als „virtueller Konstruktor“ (virtual constructor) bezeichnet.

## Abgrenzung
Der Begriff Fabrikmethode wird in der Praxis auch oft einfach nur für eine statische Methode verwendet, die ein neues Objekt erzeugt, vergleichbar einem Konstruktor.
Beispiel: Statt
```
SomeObject o = new SomeObject();
```

wird unter Verwendung der umgangssprachlich als Fabrikmethode bezeichneten, statischen Methode geschrieben:
```
SomeObject o = SomeObjectFactory.createNewInstance();
```

In diesem Fall ist (für den Methodenaufruf selbst) keine Verwendung von Unterklassen bzw. Polymorphie vorgesehen – jedoch ist meist Ziel, dass das erzeugte, zurückgegebene Objekt (abhängig von der Umgebung oder von .createNewInstance(...) mitgegebenen Parametern) von einer Unterklasse von SomeObject ist.
Diese Verwendung des Begriffes „Fabrikmethode“ ist jedoch nicht korrekt im Sinne der Gang of Four.

## UML-Diagramm
Das folgende Klassendiagramm zeigt die vier am Entwurfsmuster beteiligten Rollen. KonkreterErzeuger erbt die abstrakte Fabrikmethode von Erzeuger und implementiert sie so, dass sie KonkretesProdukt erzeugt, das wiederum Produkt implementiert.

## Akteure
Das Produkt ist der Basistyp (Klasse oder Schnittstelle) für das zu erzeugende Produkt. Der Erzeuger deklariert die Fabrikmethode, um ein solches Produkt zu erzeugen und kann eine Default-Implementierung beinhalten. Mitunter wird für die Fabrikmethode eine Implementierung vorgegeben, die ein „Standard-Produkt“ erzeugt.
KonkretesProdukt implementiert die Produkt-Schnittstelle. (Es ist also ein konkreter Subtyp von Produkt). KonkreterErzeuger überschreibt die Fabrikmethode, um die ihm entsprechenden konkreten Produkte zu erzeugen (z. B. indem er den Konstruktor einer konkreten Produkt-Klasse aufruft).

## Vorteile
Fabrikmethoden entkoppeln ihre Aufrufer von Implementierungen konkreter Produkt-Klassen, was insbesondere heißt, dass für die Instanzierung kein new-Operator in der aufrufenden Klasse verwendet wird. Das ist insbesondere wertvoll, wenn sich Software-Bibliotheken während der Lebenszeit einer Applikation weiterentwickeln – so können zu einem späteren Zeitpunkt Instanzen anderer Klassen erzeugt werden, ohne dass sich die Applikation ändern muss.
Viele objektorientierte Programmiersprachen schreiben den Namen des Konstruktors vor. Demgegenüber kann eine Fabrikmethode (in der umfassenderen Bedeutung des Begriffes) einen aussagekräftigeren Namen haben, und es kann mehrere Fabrikmethoden unterschiedlichen Namens und unterschiedlicher Semantik geben. Beispielsweise kann eine Methode Color.createFromRGB() ein Farbobjekt aus RGB-Werten erzeugen, eine Methode Color.createFromHSV() ein Farbobjekt aus HSV-Werten. Dies ließe sich nur mit zwei Konstruktoren nicht bewerkstelligen, da die Methoden die gleiche Signatur haben.

## Nachteile
Die Verwendung dieses Erzeugungsmusters läuft auf Unterklassenbildung hinaus. Es muss eine eigene Klasse vorhanden sein, die die Klassen-Methode zur Erzeugung aufnehmen kann.

## Beispiele
Diese C++14 Implementierung basiert auf der vor C++98 Implementierung im Buch Entwurfsmuster.
```
#include
 
<iostream>

#include
 
<memory>

enum
 
ProduktId
 
{
MEIN
,
 
DEIN
};

// definiert die Klasse des von der Fabrikmethode erzeugten Objekts.

class
 
Produkt
 
{

public
:

  
virtual
 
void
 
print
()
 
=
 
0
;

  
virtual
 
~
Produkt
()
 
=
 
default
;

};

// implementiert die Produktschnittstelle

class
 
KonkretesProduktMEIN
:
 
public
 
Produkt
 
{

public
:

  
void
 
print
()
 
{

    
std
::
cout
 
<<
 
"this="
 
<<
 
this
 
<<
 
" print MEIN
\n
"
;

  
}

};

// implementiert die Produktschnittstelle

class
 
KonkretesProduktDEIN
:
 
public
 
Produkt
 
{

public
:

  
void
 
print
()
 
{

    
std
::
cout
 
<<
 
"this="
 
<<
 
this
 
<<
 
" print DEIN
\n
"
;

  
}

};

// deklariert die Fabrikmethode, die ein Objekt des Typs Produkt zurückgibt.

class
 
Erzeuger
 
{

public
:

  
virtual
 
std
::
unique_ptr
<
Produkt
>
 
erzeuge
(
ProduktId
 
id
)
 
{

    
if
 
(
ProduktId
::
MEIN
 
==
 
id
)
 
return
 
std
::
make_unique
<
KonkretesProduktMEIN
>
();

    
if
 
(
ProduktId
::
DEIN
 
==
 
id
)
 
return
 
std
::
make_unique
<
KonkretesProduktDEIN
>
();

    
// Wiederholung für verbleibende Produkte ...

    
return
 
nullptr
;

  
}

  
virtual
 
~
Erzeuger
()
 
=
 
default
;

};

int
 
main
()
 
{

  
// Die unique_ptr verhindern Memory Leaks.

  
std
::
unique_ptr
<
Erzeuger
>
 
erzeuger
 
=
 
std
::
make_unique
<
Erzeuger
>
();

  
std
::
unique_ptr
<
Produkt
>
 
produkt
 
=
 
erzeuger
->
erzeuge
(
ProduktId
::
MEIN
);

  
produkt
->
print
();

  
produkt
 
=
 
erzeuger
->
erzeuge
(
ProduktId
::
DEIN
);

  
produkt
->
print
();

}

```

Die Programmausgabe ist ähnlich zu:
```
this
=
0x1e4ce90
 
print
 
MEIN

this
=
0x1e4d2c0
 
print
 
DEIN

```

Diese C++11 Implementierung basiert auf dem vor C++98 Beispielcode im Buch Entwurfsmuster.
```
#include
 
<iostream>

enum
 
Richtung
 
{
Norden
,
 
Sueden
,
 
Osten
,
 
Westen
};

class
 
KartenEintrag
 
{

public
:

  
virtual
 
void
 
betrete
()
 
=
 
0
;

  
virtual
 
~
KartenEintrag
()
 
=
 
default
;

};

class
 
Raum
 
:
 
public
 
KartenEintrag
 
{

public
:

  
Raum
()
 
:
raumNr
(
0
)
 
{}

  
Raum
(
int
 
n
)
 
:
raumNr
(
n
)
 
{}

  
void
 
setSeite
(
Richtung
 
d
,
 
KartenEintrag
*
 
ms
)
 
{

    
std
::
cout
 
<<
 
"Raum::setSeite "
 
<<
 
d
 
<<
 
' '
 
<<
 
ms
 
<<
 
'\n'
;

  
}

  
virtual
 
void
 
betrete
()
 
{}

  
Raum
(
const
 
Raum
&
)
 
=
 
delete
;
 
// Dreierregel

  
Raum
&
 
operator
=
(
const
 
Raum
&
)
 
=
 
delete
;

private
:

  
int
 
raumNr
;

};

class
 
Wand
 
:
 
public
 
KartenEintrag
 
{

public
:

  
Wand
()
 
{}

  
virtual
 
void
 
betrete
()
 
{}

};

class
 
Tuer
 
:
 
public
 
KartenEintrag
 
{

public
:

  
Tuer
(
Raum
*
 
r1
 
=
 
nullptr
,
 
Raum
*
 
r2
 
=
 
nullptr
)

    
:
raum1
(
r1
),
 
raum2
(
r2
)
 
{}

  
virtual
 
void
 
betrete
()
 
{}

  
Tuer
(
const
 
Tuer
&
)
 
=
 
delete
;
 
// Dreierregel

  
Tuer
&
 
operator
=
(
const
 
Tuer
&
)
 
=
 
delete
;

private
:

  
Raum
*
 
raum1
;

  
Raum
*
 
raum2
;

};

class
 
Labyrinth
 
{

public
:

  
void
 
fuegeRaumHinzu
(
Raum
*
 
r
)
 
{

    
std
::
cout
 
<<
 
"Labyrinth::fuegeRaumHinzu "
 
<<
 
r
 
<<
 
'\n'
;

  
}

  
Raum
*
 
raumNr
(
int
)
 
const
 
{

    
return
 
nullptr
;

  
}

};

// Wenn baueLabyrinth virtuelle Funktionen anstelle von Konstruktoren zum Erzeugen der benötigten Räume, Wände und Türen aufruft, können Sie die Klassen der zu erzeugenden Objekte verändern, indem sie eine Unterklasse von LabyrinthSpiel erzeugen und die entsprechenden virtuellen Funktionen überschreiben. Dieser Ansatz ist ein Beispiel für das Fabrikmethodemuster (131).

class
 
LabyrinthSpiel
 
{

public
:

  
Labyrinth
*
 
baueLabyrinth
()
 
{

    
Labyrinth
*
 
einLabyrinth
 
=
 
erzeugeLabyrinth
();

    
Raum
*
 
r1
 
=
 
erzeugeRaum
(
1
);

    
Raum
*
 
r2
 
=
 
erzeugeRaum
(
2
);

    
Tuer
*
 
dieTuer
 
=
 
erzeugeTuer
(
r1
,
 
r2
);

    
einLabyrinth
->
fuegeRaumHinzu
(
r1
);

    
einLabyrinth
->
fuegeRaumHinzu
(
r2
);

    
r1
->
setSeite
(
Norden
,
 
erzeugeWand
());

    
r1
->
setSeite
(
Osten
,
 
dieTuer
);

    
r1
->
setSeite
(
Sueden
,
 
erzeugeWand
());

    
r1
->
setSeite
(
Westen
,
 
erzeugeWand
());

    
r2
->
setSeite
(
Norden
,
 
erzeugeWand
());

    
r2
->
setSeite
(
Osten
,
 
erzeugeWand
());

    
r2
->
setSeite
(
Sueden
,
 
erzeugeWand
());

    
r2
->
setSeite
(
Westen
,
 
dieTuer
);

    
return
 
einLabyrinth
;

  
}

  
// Die Fabrikmethoden:

  
virtual
 
Labyrinth
*
 
erzeugeLabyrinth
()
 
const
 
{

    
return
 
new
 
Labyrinth
;

  
}

  
virtual
 
Raum
*
 
erzeugeRaum
(
int
 
n
)
 
const
 
{

    
return
 
new
 
Raum
(
n
);

  
}

  
virtual
 
Wand
*
 
erzeugeWand
()
 
const
 
{

    
return
 
new
 
Wand
;

  
}

  
virtual
 
Tuer
*
 
erzeugeTuer
(
Raum
*
 
r1
,
 
Raum
*
 
r2
)
 
const
 
{

    
return
 
new
 
Tuer
(
r1
,
 
r2
);

  
}

  
virtual
 
~
LabyrinthSpiel
()
 
=
 
default
;

};

int
 
main
()
 
{

  
LabyrinthSpiel
 
spiel
;

  
spiel
.
baueLabyrinth
();

}

```

Die Programmausgabe ist ähnlich zu:
```
Labyrinth
::
fuegeRaumHinzu
 
0x2281ed0

Labyrinth
::
fuegeRaumHinzu
 
0x2281ef0

Raum
::
setSeite
 
0
 
0x2282340

Raum
::
setSeite
 
2
 
0x2281f10

Raum
::
setSeite
 
1
 
0x2282360

Raum
::
setSeite
 
3
 
0x2282380

Raum
::
setSeite
 
0
 
0x22823a0

Raum
::
setSeite
 
2
 
0x22823c0

Raum
::
setSeite
 
1
 
0x22823e0

Raum
::
setSeite
 
3
 
0x2281f10

```

Das folgende Beispiel verdeutlicht die Verwendung des GoF-Musters in einer Software-Bibliothek für eine Restaurant-Software.
Ein Restaurant (Erzeuger) liefert Mahlzeiten (Produkte). Das grundsätzliche Verfahren zum Liefern einer Mahlzeit ist immer dasselbe: Bestellung aufnehmen, Mahlzeit zubereiten, Mahlzeit servieren. Das lässt sich alles schon in der Klasse Restaurant implementieren bis auf das Zubereiten der Mahlzeit. Das Zubereiten (Erzeugen) ist abhängig von der Art des Restaurants: Eine Pizzeria (konkreter Erzeuger) erzeugt Pizzen (konkrete Produkte), eine Rostwurstbude erzeugt Rostwürste.
Die Klasse Restaurant implementiert hierzu eine Methode MahlzeitLiefern(), die die Mahlzeit liefert, eingeschlossen des Bestell- und Serviervorgangs. Sie benutzt eine abstrakte Methode MahlzeitZubereiten(), die die für das konkrete Restaurant konkrete Mahlzeit zubereitet (erzeugt). MahlzeitZubereiten() ist die Fabrik-Methode und muss für jedes konkrete Restaurant entsprechend implementiert werden.
Diese Software-Bibliothek kann für eine neue Art von Restaurant mit einem eigenen Mahlzeitangebot genutzt werden: Von Mahlzeit und von Restaurant muss jeweils eine neue Klasse abgeleitet werden, wobei die von Restaurant abgeleitete Klasse in ihrer Methode MahlzeitZubereiten() die in diesem Restaurant angebotene Mahlzeit zubereiten (erzeugen) muss.
```
#include
 
<iostream>

#include
 
<string>

#include
 
<memory>

// Produkt

class
 
Mahlzeit
 
{

};

// konkretes Produkt

class
 
Pizza
 
:
 
public
 
Mahlzeit
 
{

public
:

    
Pizza
()
 
{

        
std
::
cout
 
<<
 
"Pizza gebacken."
 
<<
 
std
::
endl
;

    
}

};

// noch ein konkretes Produkt

class
 
Rostwurst
 
:
 
public
 
Mahlzeit
 
{

public
:

    
Rostwurst
(
const
 
std
::
string
&
 
beilage
)
 
{

        
std
::
cout
 
<<
 
"Rostwurst gebraten."
 
<<
 
std
::
endl
;

        
if
 
(
!
beilage
.
empty
())
 
{

            
std
::
cout
 
<<
 
"Serviert mit "
 
<<
 
beilage
 
<<
 
std
::
endl
;

        
}

    
}

};

// Erzeuger

class
 
Restaurant
 
{

protected
:

    
std
::
shared_ptr
<
Mahlzeit
>
 
mahlzeit
;

    
// Die abstrakte Factory-Methode, die von Erzeugern implementiert werden muss.

    
virtual
 
void
 
MahlzeitZubereiten
()
 
=
 
0
;

    
virtual
 
void
 
BestellungAufnehmen
()
 
{

        
std
::
cout
 
<<
 
"Ihre Bestellung bitte!"
 
<<
 
std
::
endl
;

    
}

    
virtual
 
void
 
MahlzeitServieren
()
 
{

        
std
::
cout
 
<<
 
"Hier Ihre Mahlzeit. Guten Appetit!"
 
<<
 
std
::
endl
;

    
}

public
:

    
// Diese Methode benutzt die Factory-Methode.

    
void
 
MahlzeitLiefern
()
 
{

        
BestellungAufnehmen
();

        
MahlzeitZubereiten
();
 
// Aufruf der Factory-Methode

        
MahlzeitServieren
();

    
}

};

// konkreter Erzeuger für konkretes Produkt "Pizza"

class
 
Pizzeria
 
:
 
public
 
Restaurant
 
{

protected
:

    
// Implementierung der abstrakten Methode der Basisklasse

    
virtual
 
void
 
MahlzeitZubereiten
()
 
{

        
mahlzeit
 
=
 
std
::
make_shared
<
Pizza
>
();

    
}

};

// konkreter Erzeuger für konkretes Produkt "Rostwurst"

class
 
Rostwurstbude
 
:
 
public
 
Restaurant
 
{

protected
:

    
// Implementierung der abstrakten Methode der Basisklasse

    
virtual
 
void
 
MahlzeitZubereiten
()
 
{

        
mahlzeit
 
=
 
std
::
make_shared
<
Rostwurst
>
(
"Pommes und Ketchup"
);

    
}

};

int
 
main
()
 
{

    
Pizzeria
 
daToni
;

    
daToni
.
MahlzeitLiefern
();

    
Rostwurstbude
 
brunosImbiss
;

    
brunosImbiss
.
MahlzeitLiefern
();

}

```

## Anwendungsfälle
Die Fabrikmethode (in der GoF-Bedeutung) wird angewendet, wenn eine Klasse die von ihr zu erzeugenden Objekte nicht kennen kann bzw. soll, oder wenn Unterklassen bestimmen sollen, welche Objekte erzeugt werden. Typische Anwendungsfälle sind Frameworks und Klassenbibliotheken. Bei GRASP stellt die Fabrikmethode eine Lösung dar, um sich den Zielen der geringen Kopplung und der hohen Kohäsion anzunähern.

### Virtuelle Methode in Schnittstelle oder Klasse
Die virtuelle Methode kann sowohl in der Schnittstelle oder in der Klasse (z. B. Fassade) definiert sein, die auch sonst für Objekte eines Typs zuständig ist. Unterklassen können dann spezifische Typen erzeugen. Typische Szenarien:

#### Erzeugen abhängiger Objekte
Beispiele:
- Java: java.sql.Connection.createStatement() – das erzeugte Statement verweist auf die Connection und „lebt in dieser“.
- .NET: System.Data.IDbConnection.CreateCommand() – das erzeugte IDbCommand verweist auf die Connection und „lebt in dieser“.

Oft haben die erzeugten abhängigen Objekte wieder Fabrikmethoden für davon abhängige Objekte, z. B. hat IDbCommand eine Methode CreateParameter(). Daher lassen sich Klassen mit solchen Factory-Methoden nicht als „Factory-Klassen“ (mit Hauptverantwortung „Object Creation“) verstehen – im Unterschied zur abstrakten Fabrik.

#### Erzeugen unabhängiger Objekte über zentralisierte „indizierte Konstruktoren“
Eine Methode aus einer Familie von Fabrikmethoden wird mit Hilfe eines Dictionarys über einen Key aufgerufen. Code-Snippet (mit C#-delegates statt Unterklassen – der Delegate-Typ repräsentiert den Erzeuger, jede konkrete anonyme Methode jeweils einen KonkretenErzeuger):
```
delegate
 
IFoo
 
CreateFoo
(
IContext
 
creationParameter
);

static
 
IDictionary
<
Key
,
 
CreateFoo
>
 
fooFactory
 
=
 
new
 
Dictionary
<
Key
,
 
CreateFoo
>
();

// Statische Initialisierung:

fooFactory
[
key1
]
 
=
 
cp
 
=>
 
new
 
FooForKey1
(
cp
);

fooFactory
[
key2
]
 
=
 
cp
 
=>
 
new
 
FooForKey2Or3
(
new
 
Key2Child
(
cp
));

fooFactory
[
key3
]
 
=
 
cp
 
=>
 
new
 
FooForKey2Or3
(
new
 
Key3Child
(
cp
));

```

Aufruf:
```
IFoo
 
newObject
 
=
 
fooFactory
[
key
](
someContext
);

```

Erlaubt ein kompaktes, deskriptives Design der Objekterzeugung. Gefahr (insbesondere, wenn – z. B. in C# – im Dictionary direkt auf Funktionsaufrufe verwiesen wird), dass die Factory-Objekte mehr Verantwortung übernehmen.

### „Static Factory Method“
Einzelne static-Methode, die ein Objekt eines Typs oder Untertyps zurückliefert. Kein virtual constructor – Sinn der Sache: Zentraler, klassenbasierter Access Point für Objekterzeugung analog zu new. Erfordert manchmal Einführung einer einzelnen Klasse nur als Factory Method Holder. Beispiele:
- Java: java.util.Collections.singletonMap()
- Java: javax.xml.parsers.DocumentBuilderFactory.newInstance()

## Verwandte Entwurfsmuster
Eine abstrakte Fabrik (Abstract Factory) wird im Allgemeinen mittels Fabrikmethoden realisiert.
Fabrikmethoden werden typischerweise aus Schablonenmethoden (Template Method) heraus aufgerufen.
Fabrikmethoden finden sich oft in Singletons.